# Ruta Nacional 50A (Colombia)
La Ruta Nacional 50A fue una ruta nacional colombiana de tipo transversal que atravesaba el país del oriente al occidente, iniciaba en el sitio conocido como Puente La Libertad en la ciudad de Manizales, departamento de Caldas donde se deriva de la Ruta Nacional 50 y finaliza en el sitio conocido como Chuguacal en el municipio de Albán, departamento de Cundinamarca, donde nuevamente se cruzaba con la Ruta Nacional 50. 
La Resolución 3700 de 1995 estableció la ruta en 2 tramos. No obstante, La Resolución 5471 de 1999 elimina la totalidad de la ruta pasando a ser en su mayor parte una ruta departamental y parte de la red secundaria vial. 
La Ruta tiene una longitud aproximada actual de 220 kilómetros (medidos en Google Maps), los cuales se encuentran pavimentados en su mayor parte, con excepción de algunas partes entre Termales y Murillo. Sin embargo la vía es muy estrecha y su pavimento se encuentra mayormente en estado regular. La ruta atraviesa muy cerca el Nevado del Ruiz y es una alternativa para llegar de Bogotá a Manizales que de ser modernizada podría reducir el tiempo de recorrido entre ambas ciudades.
Actualmente se encuentra en construcción una Autopista entre Cambao y Manizales que permita conectar los departamentos de Cundinamarca y Tolima con Caldas de una manera más ágil y alterna a la ruta actual por Fresno con la Ruta Nacional 50, debido al peligroso Páramo de las Letras.

## Descripción de la Ruta
La ruta estaba dividida de la siguiente manera:

### Ruta eliminada o anterior[2]
| Código    | Tipo     | Recorrido                               | Situación Actual |
| --------- | -------- | --------------------------------------- | --- |
| 50A01     | Tramo    | Puente La Libertad (Manizales) - Armero | - 50A01 Carretera secundaria departamental (Puente La Libertad - El Arbolito) - 50CL04 Carretera en concesión nacional (El Arbolito - Brisas) - 50A01 Carretera en concesión nacional (Brisas - Armero) |
| 50A02     | Tramo    | Armero - Cambao - Chuguacal             | - 50A02 Carretera en concesión nacional (Armero - Cambao) - 50A02 Carretera en concesión departamental                                                                                                  |
| 50ACN01   | Ramal    | La Rioja - San Juan de Rioseco          | - 50ACN01 Carretera secundaria departamental |
| 50ACN02   | Ramal    | Cajitas - La Sierra - Los Alpes         | - 50CN25-2 Carretera terciaria departamental |
| 50ATL01   | Ramal    | Líbano - Santa Teresa                   | - 50ATL01 Carretera secundaria departamental |
| 50ATL02   | Ramal    | Líbano – Casabianca                     | - 50ATL02 Carretera secundaria departamental |
| 50ACN02-1 | Subramal | Subramal a Quipile                      | - 12-10-03 Carretera terciaria municipal |

## Municipios
Las ciudades y municipios por los que recorre la ruta son los siguientes:
Convenciones:
- Fondo Azul : Recorrido actual.
- Fondo Gris : Recorrido anterior.
- Negrita: Cabecera municipal.
- Texto azul: Ríos.
- Texto verde: Parques nacionales.

| Tramo | Municipio           | Recorrido | Departamento |
| ----- | ------------------- | --- | ------------ |
| 50A01 | Manizales           | Puente La Libertad (Cruce 5006 ); Río Chinchiná. | Caldas       |
| 50A01 | Villamaría          | Gallinazo; Reserva Forestal Bosques de la CHEC; Termales del Ruíz; El Arbolito (Acceso 50CL04 a La Esperanza); Parque Nacional Los Nevados; Brisas (Acceso 50CL04 al Nevado del Ruíz). | Caldas       |
| 50A01 | Casabianca          | Quebrada Gualí; El Sifón; Quebrada Azufrado. | Tolima       |
| 50A01 | Villahermosa        | Alto La Llorona; Alto de Ventanas; Sector Piraña; Río Lagunilla. | Tolima       |
| 50A01 | Murillo             | El Reposo; Rosarito; Murillo; Bajonales. | Tolima       |
| 50A01 | Líbano              | Monte Medina; Quebrada El Mosquero; Líbano; Quebrada San Juan; Tarapacá; Convenio; | Tolima       |
| 50A01 | Lérida              | Padilla; Cruce Armero (Cruce 4305 ) | Tolima       |
| 50A02 | Armero              | Antiguo Armero (Cruce 4305 ); Kilómetro 96 (Acceso 43TL07 a Ambalema); Río Magdalena.                                                                                                  | Tolima       |
| 50A02 | San Juan de Rioseco | Cambao (Cruces 4508 y 4509 ); Curva del Ángel; La Rioja (Acceso 50ACN01 a San Juan de Rioseco); Cajitas (Acceso a la Sierra).                                                          | Cundinamarca |
| 50A02 | Vianí               | Vianí. | Cundinamarca |
| 50A02 | Bituima             | Bituima; Los Naranjos; Río Contador; Quebrada Honda. | Cundinamarca |
| 50A02 | Guayabal de Síquima | Guayabal de Síquima (Acceso 50CN25-1 a Alto del Trigo); Quebrada Guayabal. | Cundinamarca |
| 50A02 | Albán               | Pantanillo; Chuguacal (Cruce 5008A ). | Cundinamarca |

## Concesiones y proyectos
Actualmente la Ruta Nacional, aunque está eliminada, si tiene proyectos a largo plazo, los cuales son:

### Concesiones y proyectos actuales
| Código | Sector                             | Tipo                    | Cód. proyecto | Nombre Proyecto                                      | Concesionaria                         | Unidad Funcional | Etapa        | PR Inicial | PR Final | Longitud km. |
| ------ | ---------------------------------- | ----------------------- | ------------- | ---------------------------------------------------- | ------------------------------------- | ---------------- | ------------ | ---------- | -------- | ------------ |
| 50A01  | Brisas - Alto de Ventanas - Armero | Concesión ANI           | 4G015         | IP - Cambao - Manizales                              | Concesionaria Alternativas Viales SAS | UF 4; UF 5       | Construcción | NA         | NA       | NA           |
| 50A02  | Armero - Cambao                    | Concesión ANI           | 4G015         | IP - Cambao - Manizales                              | Concesionaria Alternativas Viales SAS | UF 2             | Construcción | NA         | NA       | NA           |
| 50A01  | Cambao - Chuguacal                 | Concesión Departamental | NA            | Corredor vial del Centro - Occidente de Cundinamarca | Concesionaria Panamericana S.A.S      | NA               | Operación    | NA         | NA       | NA           |